# Споменик природе Самаилски крајпуташки храстови
Споменик природе Самаилски крајпуташки храстови је заштићено природно добро од 2004. године које се налази у селу Самаила, општина Краљево, а које админастративно припада Рашком управном округу, Шумадији и западној Србији као једном од пет статистичких региона Србије. Представљају ретке очуване примерке некадашњих шума храста лужњака у заједници с јасеном.

## Споменик природе
Споменик природе Самаилски крајпуташки храстови чини група 14 храстова који се налазе у дворишту цркве Светог великомученика Пантелејмона у селу Самаила које припада општини Краљево.
Под заштиту као значајно културно добро је стављена површина од 79,47 ари као трећа категорија по Правилнику о категоризацији заштићених природних добара 2004. године.

## Самаилски крајпуташки храстови
Процењује се да је старост стабала око 400 година. За два стабла лошијег раста се сматра да су новијег датума и да им је старост мања од старости осталих стабала. 12 осталих храстова већих су димензија и раста и по својим карактеристикама су слични. Нека од ових стабала су расла на већој раздаљини од других, док су остала расла ближе другима. Надоморска висина на којој су стабла је 237 м.

### Дендрометријске карактеристике
Диндрометријске карактеристике добијене су премером из 2002. године.
- Прво стабло - висина 21 м, прва грана је на 2,10 м, пречник дебла стабла је 1,53 м, обим стабла је 4,80 м, пречник крошње је 29,40 м
- Друго стабло - висина 21 м, прва грана је на 1,90 м, пречник дебла стабла је 1,31 м, обим стабла је 3,55 м, пречник крошње је 26,40 м
- Треће стабло - висина 16 м, прва грана је на 2 м, пречник дебла стабла је 1,05 м, обим стабла је 3,30 м, пречник крошње је 20 м
- Четврто стабло - висина 21 м, прва грана је на 2,40 м, пречник дебла стабла је 1,18 м, обим стабла је 3,70 м, пречник крошње је 23 м
- Пето стабло - висина 21 м, прва грана је на 4 м, пречник дебла стабла је 1,18 м, обим стабла је  3,70 м, пречник крошње је 23,80 м
- Шесто стабло - висина 21 м, прва грана је на 4 м, пречник дебла стабла је 0,86 м, обим стабла је 2,70 м, пречник крошње је 19,20 м
- Седмо стабло - висина 19 м, прва грана је на 3,30 м, пречник дебла стабла је 1,37 м, обим стабла је 4,30 м, пречник крошње је 17,80 м
- Осмо стабло - висина 20 м, прва грана је на 4,50 м, пречник дебла стабла је 1,18 м, обим стабла је 3,70 м, пречник крошње је 25,30 м
- Девето стабло - висина 16,50 м, прва грана је на 2,20 м, пречник дебла стабла је 0,68 м, обим стабла је 2,15 м, пречник крошње је 11,40 м
- Десето стабло - висина 21 м, прва грана је на 1,80 м, пречник дебла стабла је 0,99 м, обим стабла је 3,10 м, пречник крошње је 17,80 м
- Једанаесто стабло - висина 20, прва грана је на 1,70 м, пречник дебла стабла је 1,39 м, обим стабла је 4,35 м, пречник крошње је 21,30 м
- Дванаесто стабло - висина 19 м, прва грана је на 3 м, пречник дебла стабла је 0,92 м, обим стабла је 2,90 м, пречник крошње је 16,30 м
- Тринаесто стабло - висина 19 м, прва грана је на 4 м, пречник дебла стабла је 1,18 м, обим стабла је 3.70 м, пречник крошње је 19,20 м
- Четрнаесто стабло - висина 16 м, прва грана је на 2,50 м, пречник дебла стабла је 0,73 м, обим стабла је 2,30 м, пречник крошње је 1,40 м

## Управљач
Споменик природе поверен је на управљање Црквеној општини Српске православне цркве.